# 吳旻璁
吳旻璁（1978年8月18日—），台灣台中人，生於台中縣豐原市（今台中市豐原區），曾擔任統聯客運及豐原客運台中市公車司機。
於2012年獲選為「第一屆台中金運獎優良司機」，主要駕駛台中市公車83路，收班時駕駛台中市公車86路。爆紅時任職於統聯客運，駕駛車號476-FU，其後更換行駛車輛為690-FZ。2014年初因個人健康因素短時間離職公車業1年，但短暫轉行遊覽車業。豐原客運時期則駕駛731-U8。嚴重特殊傳染性肺炎疫情爆發後再度離職，目前自營餐車生意。

## 生平
起因於吳旻璁於2012年11月17日行駛台中市公車86路（新民高中→東海別墅）時，以多國語言與乘客問候，在台中火車站時更以九種語言報站，更在途中介紹景點美食；下車更會提醒乘客「記得吃早餐/午餐哦」、「要孝順父母哦」、「讀書要認真哦」、「過馬路要走斑馬線哦」。整個過程由國立臺中科技大學學生所拍攝，並在2012年12月10日上傳至Youtube，短短兩天破百萬人點閱，目前累積點閱次數已超過420萬人次，此後打開自身知名度。後來先於12月25日接受新聞挖挖哇節目邀請分享他的運將人生。
隔年2013年，吳旻璁於1月11日駕駛台中市公車83路時，因將站名融合麻將術語，被乘客拍下來上傳至Youtube，標題寫著「歡樂公車又來了 吳董教你打麻將」。同年4月10日調至台中市公車150路（清泉崗機場─台中公園）行駛為期20日。5月1日再調至台中市公車63路（豐原─台中榮總），此時亦於大愛電視長情劇展-打開心窗客串公車司機，擔任四通八達暢遊臺中親善大使。12月1日吳旻璁司機所駕駛之車號更改為690-FZ。
2014年3月15日，由於吳旻璁表示自己健康亮紅燈，才不得不離開最愛的司機工作，因此向公司提出離職申請，不再擔任公車司機。離職後短時間內擔任遊覽車司機，並接學校校車司機。其後於2015年5月1日再度回到公車司機職位，擔任豐原客運台中市公車司機，車號731-U8，主要行駛台中市公車63路（豐原─台中榮總）。
直至2020年4月中於個人臉書粉絲專頁自曝因嚴重特殊傳染性肺炎疫情日趨嚴重，遂已於同年2月底再度離職，並移居屏東，轉任大貨車送貨駕駛。2021年8月13日，開始在高屏地區自營餐車生意。2022年6月29日於餐車粉專宣布因家裡私事睽違2年再度回到臺中生活，餐車也改跑中部，但保留每1-2週假日跑南部。

## 其他
2014年11月7日，吳旻璁上中天電視台康熙來了節目，來分享這個行業的酸甜苦辣。